# Jean-Louis Vallas
Pour les articles homonymes, voir Vallas.

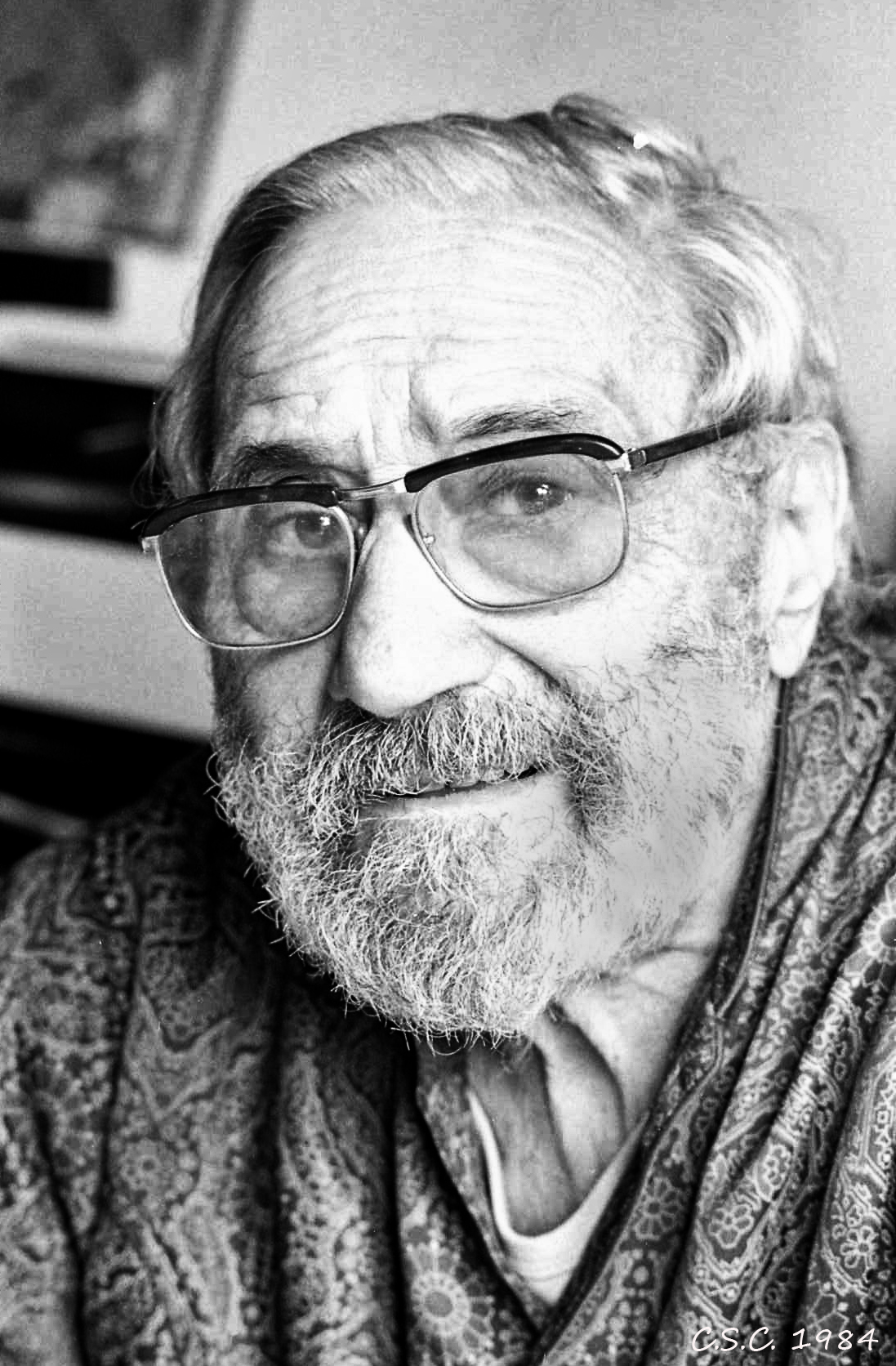

Louis, André, Jean Vallas, dit Jean-Louis Vallas (1901-1995) est un poète, homme de lettres français couronné par l'Académie française.
Son œuvre est notamment consacrée à la description de Paris et de Montmartre,.

## Biographie
Né le 2 juin 1901 à Lille, il est le fils de Louis Vallas (1854-1932), avocat, professeur de droit et doyen de la faculté de droit de Lille (1896-1929). Il a pour témoin de naissance, Émile Garçon, père du célèbre avocat-académicien Maurice Garçon, et M. Margotet, recteur de l'Académie de Lille. C'est auprès de son père, poète amateur, qu'il apprend la prosodie dès l'âge de sept ans.

### À Lyon
En 1914, Lille étant occupée par l'armée allemande, Jean-Louis Vallas renoue avec ses origines familiales lyonnaises. Son oncle paternel, Maurice Vallas, alors professeur à la faculté de médecine de Lyon et chirurgien-major de l’Hôtel Dieu inventa une opération chirurgicale du genou, puis pendant la guerre, un véhicule chirurgical automobile permettant de soigner les blessés sur le front.
Il fait ses études au lycée du Parc à Lyon, fréquente à quatorze ans la Société des Amis de Montaigne, commence un roman à la manière de Stendhal et suit les concerts de Bellecour.

### À Lille
De retour à Lille, Il fait ses études de droit à la faculté dirigée par son père et dirige le journal littéraire de l'Université de Lille, Lille-Université. Il obtient son doctorat en droit privé en 1934.
Au début de sa carrière littéraire, il fonde la revue Septentrion (1927), dans laquelle il publie ses premiers poèmes. Il collabore également au Jour. Il traduit du grec l'«Ode sur les femmes» d'Anacréon.
Il commence sa carrière de contrôleur des contributions directes à Lille. Lors des remises de décorations et de banquets, il prononce de nombreux discours et toasts. Ses supérieurs et cet univers fiscal lui s'inspirent son recueil Fisc et poésie.

### À Paris, un animateur de la vie littéraire
En 1937, il dédie une chorodie à Léon-Paul Fargue (au piéton de Paris). En 1938, il dirige la rédaction d'un ouvrage collectif sur le poète Auguste Angellier, et est publié au Mercure de France. En 1939, il est mobilisé comme lieutenant de réserve au 509e régiment de chars de combat à Maubeuge, fait prisonnier le 20 juin, il est libéré le 20 octobre 1940. A Paris, les ruelles de Montmartre, la Seine, Montparnasse et St-Germain-des-Près l'inspirent pour écrire Paris vivant, et Pont de Paris. En 1943-1944, il soustrait à la Gestapo le gendre du général Charles Mangin, Jacques Lecompte-Boinet.
Après guerre, il reçoit le Prix de poésie populiste, se marie avec Solange Montalant. Ils ont plusieurs enfants.
Montmartrois, fréquentant différents cercles littéraires, membre de jurys de prix littéraires  de la société des poètes français, de la société des gens de lettres, du Pen club, de la société Huysmans, compagnon de la forêt des mille poètes, Vallas fait partie des artistes qui animent la vie culturelle de Montmartre et que l'on retrouve souvent au Lapin Agile, célèbre cabaret auquel il consacre un poème. Pierre vivante du Musée de Montmartre, il devient président de la société d'histoire et d'archéologie du vieux Montmartre et de la section des Palmes académiques de Montmartre.
Ses recueils sont illustrés notamment par Naly, Carzou, Édouard Georges Mac-Avoy, Marie Laurencin, Yves Brayer, Denise Colomb, Henri Cadiou, André Utter, Madeleine Scellier.
En 1959, paraît son recueil Les sabots de joie, tandis que ses recueils Paris vivant, Pétales de femmes et Jardins de Paris lui valent d’être sacré, en 1961, « Poète de Paris ». Reçu à l'Académie septentrionale en 1969, ses poèmes paraissent dans diverses revues littéraires comme la Revue des deux Mondes, Vagabondages, Points et Contrepoints. Il obtient son premier prix de l'Académie française en 1972 pour son poème sur Saint Louis. Il publie ensuite, en 1981, Par delà les étoiles, poème fleuve illustré par Yves Brayer, mis en musique par Henri Sauguet.
Devenu docteur ès-lettres en 1986 en soutenant sa seconde thèse, sur l’œuvre poétique d'Auguste Angellier, sous la direction du professeur Louis Forestier, il reçoit le prix François Coppée de l'Académie française en 1995, qui vient couronner l'ensemble de son œuvre.
Il meurt le 17 novembre 1995 à Paris et est inhumé au cimetière de Chalou-Moulineux, près d'Étampes.

## Style
Le style poétique de Jean-Louis Vallas est faite d'une versification classique mais souple et dynamique, animée de sauts et d'imprévus, avec des coupes et des mètres variés. Il use, parfois, de l'argot à la Jehan Rictus. Son style est musical à tel point que la pianiste Lucienne Delforge l'identifie à un chef d'orchestre. Ce style musical est confirmé par Pierre Bertin : « Les Rimes Buissonnières de Jean-Louis Vallas ont leur musique à ce point qu'on les chanterait presque au lieu de les lire ».
Latiniste et helléniste, sociétaire du conservatoire de la poésie classique française, admirateur et défenseur du classicisme, il s’inscrit dans le courant de la poésie classique.

## Œuvres
Recueils
- Art poétique,
- Ponts de Paris, 3 éd. 1943, illustré par Robert Naly[11] ;  1950, ed. de la Butte ; ed. Albin Michel, 1951.
- O visages, avec eaux-fortes de Paul Beaulieu, ed. bibliophiles canadiens, 1952,
- Fisc et poésie, ed. de l'artisan, 1955,
- Les sabots de joie, illustré par Robert Grimaud et A. Kow, ed. bibliophiles de la butte, 1958,
- Au Piéton De Paris, en hommage à Léon-Paul Fargue, ed. Henri Lefebvre, 1965
- Jardins de Paris, illustré par Mac Avoy et Diverly, 1er prix de poésie Sévigné, ed. Henri Lefebvre, 1961
- Paris vivant, illustré par Carzou, 1er prix de poésie Sévigné, ed. Henri Lefebvre, 1961,
- Pétales de femmes, dessins de Madeleine Scellier, 1er prix de poésie Sévigné, ed. Henri Lefebvre, 1961,
- Louvre, dessins de Robert Naly, 1970,
- Résonance De Paris, ed. Albin Michel, prix de l'Académie française, prix Paul Labbé-Vauquelin (1975),
- Rimes Buissonnières, illustrations de Katiamiouny et J. Thomas, ed. du CRDP, 1975,
- Par delà les étoiles, ed. St-Germain-des-Près, prix de l'Académie française (prix Broquette-Gonin - littérature), 1981.

Poèmes
- Au lapin agile,
- Saint Louis, prix de l'Académie française, prix Marie Havez-Planque (1972),
- Ballade des trois petits pavés lillois,
- Les sabots de joie,
- Les tortues,
- Crèche dans mon cœur, illustré par Alfred Lombard,
- Poèmes en Fission,
- Tuileries,
- La lune sur le toit,
- Au vent d'Amour,
- Lyon,
- Moulins de Flandre,
- Terrils,
- O visages[12],
- Pont royal,...

Ouvrages, discours et chansons
- Auguste Angellier par ses amis, Ed. Messein, 1938 (lire en ligne),
- Éloge de Maurice Garçon, discours de réception à l'académie septentrionale, 1969,
- Cauterets, Mille ans d'histoire et d'idylles, ed. Couloir de Gaube, 1982.
- Kiki de Montparnasse, chanson, musique de Ted Scotto, 1962,

- Les cloch's, chanson, musique de Ted Scotto.

## Distinctions
- Prix de poésie populiste 1949,
- Officier de l'ordre du Mérite culturel et philanthropique de France (1970)[13],
- Prix A. Drouin (gens de lettres) 1963, 1er prix de poésie Sévigné,
- Prix Marie Havez-Planque de l'Académie française 1972 pour Saint Louis[13],
- Commandeur de l'ordre des Palmes académiques (1974),
- Prix Paul Labbé-Vauquelin 1975 de l'Académie française pour Résonance de Paris[13],
- Chevalier de la Légion d'honneur (1976),
- Chevalier des Arts et des Lettres (1978),
- Prix Broquette-Gonin 1982 de l'Académie française pour Par-delà les étoiles[13],
- Prix Alfred de Vigny 1983,
- Médailles de la ville de Paris (1984) et de la Mairie du XVIIIe arrondissement (1992),
- Prix Renaissance de poésie 1987 ,
- Officier de l'ordre national du Mérite (1993),
- Prix François Coppée 1995 de l'Académie française pour l'ensemble de son œuvre[13].

## Hommages posthumes
- 25 mars 1996 : hommage à l'Institut à la suite de son décès ;
- 10 novembre 1998 : hommage à la mairie du XVIIIe de Paris - Inauguration d'une plaque à son nom dans les jardins du musée de Montmartre ;
- 11 décembre 2005 : hommage en l'église Sainte-Geneviève des Grandes Carrières de Paris;
- 1er avril 2010 : récital-concert à Bordeaux, de l’ensemble vocal d’Aquitaine. Interprétation de Par delà les étoiles, accompagnée des cantates d'Henri Sauguet ;
- 26 septembre 2015 : récital-concert "Jean-Louis Vallas, 20 ans après", en l'église sainte Elisabeth de Hongrie de Paris.